# Премія Комстока з фізики
Пре́мія Ко́мстока з фі́зики (англ. Comstock Prize in Physics) — нагорода від Національної академії наук США, що вручається  науковцям-резидентам Північної Америки за відкриття і дослідження в галузі електрики, магнетизму або енергії випромінювання.
Нагороду названо на честь військового інженера Сайруса Комстока. Розмір грошової винагороди становить 50 тисяч доларів США, і ще 50 тисяч доларів можуть бути надані на підтримку досліджень лауреата установі яку він обере. Премія вручається раз на п'ять років, починаючи від 1913 року. Нагородою відзначено 10 лауреатів Нобелівської премії у тому числі.

## Лауреати
| Рік  | Лауреат                        | Обґрунтування нагороди |
| ---- | ------------------------------ | --- |
| 2019 | Міхаль Ліпсон                  | За її новаторський внесок у кремнієву фотоніку, засновану на оптичних структурах з високим ступенем обмеження, включаючи демонстрацію електрооптичної модуляції у кремнії, параметричних коливань та екстремального обмеження світла у хвилеводах Оригінальний текст (англ.) [«For her pioneering contributions to silicon photonics based on high confinement optical structures including the demonstration of electro-optic modulation in silicon, parametric oscillation, and extreme confinement of light in waveguides»] Помилка: [undefined] Помилка: {{Lang}}: немає тексту (допомога): не вказано код мови (допомога)                      |
| 2014 | Дебора Джин                    | За демонстрацію квантового виродження та утворення молекулярного конденсату Бозе-Ейнштейна в ультрахолодних ферміонних атомних газах, а також за новаторську роботу в полярній молекулярній квантовій хімії Оригінальний текст (англ.) [«For demonstrating quantum degeneracy and the formation of a molecular Bose‐Einstein condensate in ultra‐cold fermionic atomic gases, and for pioneering work in polar molecular quantum chemistry»] Помилка: [undefined] Помилка: {{Lang}}: немає тексту (допомога): не вказано код мови (допомога) |
| 2009 | Чарльз Беннетт                 | За його картографування космічного мікрохвильового фону та визначення віку Всесвіту, вмісту маси та енергії, геометрії, швидкості розширення та епохи реіонізації з безпрецедентною точністю Оригінальний текст (англ.) [«For his mapping of the cosmic microwave background and determining the universe's age, mass-energy content, geometry, expansion rate, and reionization epoch with unprecedented precision»] Помилка: [undefined] Помилка: {{Lang}}: немає тексту (допомога): не вказано код мови (допомога) |
| 2004 | Джон Бакалл                    | За його численні внески в астрофізику, особливо за його вичерпну роботу над сонячними моделями та його вирішальну роль у виявленні та вирішенні проблеми сонячних нейтрино Оригінальний текст (англ.) [«For his many contributions to astrophysics, especially his definitive work on solar models and his crucial role in identifying and resolving the solar neutrino problem»] Помилка: [undefined] Помилка: {{Lang}}: немає тексту (допомога): не вказано код мови (допомога) |
| 1999 | Джон Кларк                     | За його великий внесок у розробку надпровідних квантових інтерференційних пристроїв (superconducting quantum interference devices, SQUIDS) та їх використання для наукових вимірювань, зокрема пов'язаних з електрикою, магнетизмом та електромагнітними хвилями Оригінальний текст (англ.) [«For his major contributions to the development of superconducting quantum interference devices (SQUIDS) and their use for scientific measurements, especially involving electricity, magnetism, and electromagnetic waves»] Помилка: [undefined] Помилка: {{Lang}}: немає тексту (допомога): не вказано код мови (допомога)                           |
| 1993 | Чарлз Пенс Сліктер             | За його основоположний внесок у розробку та застосування магнітного резонансу в конденсованих речовинах, включаючи перше експериментальне підтвердження парних кореляцій у надпровідниках і фундаментальні дослідження в галузі науки про поверхню та каталіз Оригінальний текст (англ.) [«For his seminal contributions to the development and application of magnetic resonance in condensed matter, including the first experimental proof of pairing correlations in superconductors and fundamental studies in surface science and catalysis»] Помилка: [undefined] Помилка: {{Lang}}: немає тексту (допомога): не вказано код мови (допомога) |
| 1993 | Ервін Хан                      | За його революційні відкриття в магнітному резонансі та когерентній оптиці, зокрема за спінове ехо Хана, крос-поляризацію Гартмана-Хана та самоіндуковану прозорість Оригінальний текст (англ.) [«For his revolutionary discoveries in magnetic resonance and coherent optics, in particular for the Hahn Spin Echo, the Hartman-Hahn Cross-polarization, and self-induced transparency»] Помилка: [undefined] Помилка: {{Lang}}: немає тексту (допомога): не вказано код мови (допомога) |
| 1988 | Пол Чу У Маокунь               | За відкриття надпровідності в ітрію, барію, оксиді міді та подібних сполуках при температурах вищих від температури кипіння азоту — великий науковий і технологічний прорив Оригінальний текст (англ.) [«For discovery of superconductivity in yttrium barium copper oxide and similar compounds above the boiling point of nitrogen -- a major scientific and technological breakthrough»] Помилка: [undefined] Помилка: {{Lang}}: немає тексту (допомога): не вказано код мови (допомога) |
| 1983 | Теодор Генш Пітер Сорокін      | |
| 1978 | Раймонд Девіс                  | |
| 1973 | Роберт Діккі                   | |
| 1968 | Леон Купер Джон Роберт Шріффер | |
| 1963 | Ву Цзяньсюн                    | |
| 1958 | Чарлз Гард Таунс               | |
| 1953 | Вільям Бредфорд Шоклі          | За новаторські дослідження та демонстрацію електричних і магнітних властивостей твердих матеріалів; зокрема за дослідження провідності електрики електронами та дірками у напівпровідниках Оригінальний текст (англ.) [«For his pioneering investigations and exposition of electric and magnetic properties of solid materials; in particular for his researches in the conduction of electricity by electrons and holes in semiconductors»] Помилка: [undefined] Помилка: {{Lang}}: немає тексту (допомога): не вказано код мови (допомога) |
| 1948 | Мерль Туве                     | За новаторську роботу з дослідження верхніх шарів атмосфери та розробку методу дослідження електричних імпульсів; за новаторську роботу в галузі ядерної фізики з використанням електростатичного генератора; і його розробку безконтактного запобіжника Оригінальний текст (англ.) [«For his pioneering work on the upper atmosphere and his development of the electrical pulse method of study; for his pioneering work in nuclear physics utilizing the electrostatic generator; and for his development of the proximity fuse»] Помилка: [undefined] Помилка: {{Lang}}: немає тексту (допомога): не вказано код мови (допомога)                |
| 1943 | Дональд Вільям Керст           | За його піонерську роботу у зв'язку з розробкою бетатрона та результати, які він отримав за допомогою цього нового потужного наукового інструменту «For his pioneer work in connection with the development of the betatron and the results which he obtained with this new and powerful scientific tool» |
| 1938 | Ернест Орландо Лоуренс         | |
| 1933 | Персі Бріджмен                 | За його дослідження, які привели до кращого розуміння електричної будови матерії Оригінальний текст (англ.) [«For his investigations leading to increased understanding of the electrical constitution of matter»] Помилка: [undefined] Помилка: {{Lang}}: немає тексту (допомога): не вказано код мови (допомога) |
| 1928 | Клінтон Джозеф Девіссон        | На знак визнання його експериментальної роботи, яка демонструює, що за певних умов електрони ведуть себе так хвилі Оригінальний текст (англ.) [«In recognition of his experimental work demonstrating that under certain conditions, electrons behave as we would expect trains of waves to behave»] Помилка: [undefined] Помилка: {{Lang}}: немає тексту (допомога): не вказано код мови (допомога) |
| 1923 | Вільям Дуейн                   | |
| 1918 | Семюел Джексон Барнетт         | |
| 1913 | Роберт Ендрюс Міллікен         | |